# Division I 1960-1961 (pallacanestro maschile)
La Division I 1960-1961 è stata la 29ª edizione del massimo campionato belga di pallacanestro maschile. La vittoria finale è stata ad appannaggio dell'Antwerpse.

## Risultati

### Stagione regolare
|     | Squadra             | G  | V  | N | P  | PF | PS | Pt. | Qualificazione |
| --- | ------------------- | -- | -- | - | -- | -- | -- | --- | -------------- |
| 1.  | Antwerpse           | 22 | 22 | 0 | 0  |    |    | 44  |                |
| 2.  | VG Ostenda          | 22 | 15 | 2 | 5  |    |    | 34  |                |
| 3.  | Royal IV            | 22 | 15 | 0 | 7  |    |    | 30  |                |
| 4.  | Racing Bruxelles    | 22 | 14 | 1 | 7  |    |    | 29  |                |
| 5.  | Zaziko Anversa      | 22 | 14 | 0 | 8  |    |    | 28  |                |
| 6.  | Canter Schaerbeek   | 22 | 10 | 0 | 12 |    |    | 20  |                |
| 7.  | Rubo Niel Anversa   | 22 | 9  | 1 | 12 |    |    | 19  |                |
| 8.  | Bavi Vilvoorde      | 22 | 8  | 1 | 13 |    |    | 17  |                |
| 9.  | Brabo Anversa       | 22 | 8  | 1 | 15 |    |    | 13  |                |
| 10. | Amicale Salzinnes   | 22 | 6  | 0 | 16 |    |    | 12  |                |
| 11. | Ontspanning Anversa | 22 | 5  | 0 | 17 |    |    | 10  | retrocesse     |
| 12. | Semailles           | 22 | 5  | 0 | 17 |    |    | 10  | retrocesse     |

| Division I 1960-1961 |
| -------------------- |
| Antwerpse 4º titolo  |

## Formazione vincitrice
| N° | Naz.              | Ruolo | Sportivo        |  | Alt. |  |
| -- | ----------------- | ----- | --------------- |  | ---- |  |
|    | Belgio (bandiera) |       | Josef du Jardin |  | 175  |  |
|    | Belgio (bandiera) |       | Jef Eygel       |  | 184  |  |
|    | Belgio (bandiera) |       | René Aerts      |  |      |  |